# Édgar Bárcenas
Edgar Joel Bárcenas Herrera (Colón, 23 ottobre 1993) è un calciatore panamense, centrocampista del Mazatlán e della nazionale panamense.

## Carriera

### Club
Ha debuttato nel campionato panamense nel 2012 con la squadra della sua città, ovvero l'Árabe Unido. Trova gradualmente spazio nella squadra giocando sempre di più nel corso delle stagioni.
Il 15 gennaio 2016 si trasferisce (insieme al connazionale Abdiel Arroyo, anch'egli proveniente dall'Árabe Unido) in prestito in Croazia all'RNK Spalato. In 6 mesi tuttavia trova poco spazio, e a fine stagione torna in patria vista la fine del prestito.
Nel gennaio 2017 si trasferisce in prestito ai Cafetaleros in Messico. Il 26 dicembre le sue prestazioni vengono acquisite a titolo definitivo dai messicani, con un accordo che prevedeva che a fine stagione si sarebbe trasferito al Club Tijuana.
Dopo i Mondiali in Russia, dove Barcenas (nonostante l'eliminazione al primo turno della squadra ultima con 0 punti nel girone) non ha sfigurato, è stato acquistato dal Real Oviedo, club della seconda serie spagnola, tornando così a giocare in Europa. Il 9 agosto 2019 il prestito viene rinnovato per un'altra stagione.
Il 5 ottobre 2020 viene ceduto in prestito al Girona.
L'8 agosto 2021 viene ceduto nuovamente in prestito, questa volta al Leganés.

### Nazionale
Ha escoordito in nazionale maggiore nel 2014, venendo poi convocato per la Gold Cup del 2017 e per i Mondiali 2018.

## Statistiche

### Cronologia presenze e reti in nazionale
| Cronologia completa delle presenze e delle reti in nazionale ― Panama | Cronologia completa delle presenze e delle reti in nazionale ― Panama | Cronologia completa delle presenze e delle reti in nazionale ― Panama | Cronologia completa delle presenze e delle reti in nazionale ― Panama | Cronologia completa delle presenze e delle reti in nazionale ― Panama | Cronologia completa delle presenze e delle reti in nazionale ― Panama | Cronologia completa delle presenze e delle reti in nazionale ― Panama | Cronologia completa delle presenze e delle reti in nazionale ― Panama |
| Data                                                                  | Città                                                                 | In casa                                                               | Risultato                                                             | Ospiti                                                                | Competizione                                                          | Reti                                                                  | Note                                                                  |
| --------------------------------------------------------------------- | --------------------------------------------------------------------- | --------------------------------------------------------------------- | --------------------------------------------------------------------- | --------------------------------------------------------------------- | --------------------------------------------------------------------- | --------------------------------------------------------------------- | --------------------------------------------------------------------- |
| 5-8-2014                                                              | Lima                                                                  | Perù                                                                  | 3 – 0                                                                 | Panama                                                                | Amichevole                                                            | -                                                                     | 67’                                                                   |
| 21-8-2014                                                             | Panama                                                                | Panama                                                                | 4 – 0                                                                 | Cuba                                                                  | Amichevole                                                            | -                                                                     | 46’                                                                   |
| 9-1-2016                                                              | Panama                                                                | Panama                                                                | 4 – 0                                                                 | Cuba                                                                  | Play-off Copa América Centenario                                      | -                                                                     | 80’                                                                   |
| 10-8-2016                                                             | Panama                                                                | Panama                                                                | 0 – 0                                                                 | Guatemala                                                             | Amichevole                                                            | -                                                                     | 55’                                                                   |
| 4-9-2016                                                              | Panama                                                                | Panama                                                                | 2 – 0                                                                 | Giamaica                                                              | Qual. Mondiali 2018                                                   | -                                                                     | 64’                                                                   |
| 8-9-2016                                                              | San José                                                              | Costa Rica                                                            | 3 – 1                                                                 | Panama                                                                | Qual. Mondiali 2018                                                   | -                                                                     |                                                                       |
| 12-10-2016                                                            | Bridgeview                                                            | Messico                                                               | 1 – 0                                                                 | Panama                                                                | Amichevole                                                            | -                                                                     | 58’                                                                   |
| 11-11-2016                                                            | San Pedro Sula                                                        | Honduras                                                              | 0 – 1                                                                 | Panama                                                                | Qual. Mondiali 2018                                                   | -                                                                     |                                                                       |
| 16-11-2016                                                            | Panama                                                                | Panama                                                                | 0 – 0                                                                 | Messico                                                               | Qual. Mondiali 2018                                                   | -                                                                     | 27’ 77’                                                               |
| 13-1-2017                                                             | Panama                                                                | Panama                                                                | 0 – 0                                                                 | Belize                                                                | Coppa centroamericana 2017                                            | -                                                                     |                                                                       |
| 15-1-2017                                                             | Panama                                                                | Panama                                                                | 2 – 1                                                                 | Nicaragua                                                             | Coppa centroamericana 2017                                            | -                                                                     | 60’                                                                   |
| 17-1-2017                                                             | Panama                                                                | Panama                                                                | 0 – 1                                                                 | Honduras                                                              | Coppa centroamericana 2017                                            | -                                                                     | 81’                                                                   |
| 21-1-2017                                                             | Panama                                                                | Panama                                                                | 1 – 0                                                                 | El Salvador                                                           | Coppa centroamericana 2017                                            | -                                                                     | 65’                                                                   |
| 23-1-2017                                                             | Panama                                                                | Panama                                                                | 1 – 0                                                                 | Costa Rica                                                            | Coppa centroamericana 2017                                            | -                                                                     | 88’                                                                   |
| 25-3-2017                                                             | Port of Spain                                                         | Trinidad e Tobago                                                     | 1 – 0                                                                 | Panama                                                                | Qual. Mondiali 2018                                                   | -                                                                     | 64’                                                                   |
| 29-3-2017                                                             | Panama                                                                | Panama                                                                | 1 – 1                                                                 | Stati Uniti                                                           | Qual. Mondiali 2018                                                   | -                                                                     | 75’                                                                   |
| 9-6-2017                                                              | San José                                                              | Costa Rica                                                            | 0 – 0                                                                 | Panama                                                                | Qual. Mondiali 2018                                                   | -                                                                     | 62’                                                                   |
| 14-6-2017                                                             | Panama                                                                | Panama                                                                | 2 – 2                                                                 | Honduras                                                              | Qual. Mondiali 2018                                                   | -                                                                     | 69’                                                                   |
| 8-7-2017                                                              | Nashville                                                             | Stati Uniti                                                           | 1 – 1                                                                 | Panama                                                                | Gold Cup 2017 - 1º turno                                              | -                                                                     |                                                                       |
| 13-7-2017                                                             | Tampa                                                                 | Panama                                                                | 2 – 1                                                                 | Nicaragua                                                             | Gold Cup 2017 - 1º turno                                              | -                                                                     | 86’                                                                   |
| 15-7-2017                                                             | Cleveland                                                             | Panama                                                                | 3 – 0                                                                 | Martinica                                                             | Gold Cup 2017 - 1º turno                                              | -                                                                     | 70’                                                                   |
| 20-7-2017                                                             | Filadelfia                                                            | Costa Rica                                                            | 1 – 0                                                                 | Panama                                                                | Gold Cup 2017 - Quarti di finale                                      | -                                                                     |                                                                       |
| 6-9-2017                                                              | Panama                                                                | Panama                                                                | 3 – 0                                                                 | Trinidad e Tobago                                                     | Qual. Mondiali 2018                                                   | -                                                                     |                                                                       |
| 6-10-2017                                                             | Orlando                                                               | Stati Uniti                                                           | 4 – 0                                                                 | Panama                                                                | Qual. Mondiali 2018                                                   | -                                                                     | 26’                                                                   |
| 10-10-2017                                                            | Panama                                                                | Panama                                                                | 2 – 1                                                                 | Costa Rica                                                            | Qual. Mondiali 2018                                                   | -                                                                     | 51’                                                                   |
| 22-3-2018                                                             | Brøndby                                                               | Danimarca                                                             | 1 – 0                                                                 | Panama                                                                | Amichevole                                                            | -                                                                     | 77’                                                                   |
| 27-3-2018                                                             | Basilea                                                               | Svizzera                                                              | 6 – 0                                                                 | Panama                                                                | Amichevole                                                            | -                                                                     | 56’                                                                   |
| 30-5-2018                                                             | Panama                                                                | Panama                                                                | 0 – 0                                                                 | Irlanda del Nord                                                      | Amichevole                                                            | -                                                                     |                                                                       |
| 6-6-2018                                                              | Oslo                                                                  | Norvegia                                                              | 1 – 0                                                                 | Panama                                                                | Amichevole                                                            | -                                                                     | 46’                                                                   |
| 18-6-2018                                                             | Soči                                                                  | Belgio                                                                | 3 – 0                                                                 | Panama                                                                | Mondiali 2018 - 1º turno                                              | -                                                                     | 45+2’ 63’                                                             |
| 24-6-2018                                                             | Nižnij Novgorod                                                       | Inghilterra                                                           | 6 – 1                                                                 | Panama                                                                | Mondiali 2018 - 1º turno                                              | -                                                                     | 69’                                                                   |
| 28-6-2018                                                             | Saransk                                                               | Panama                                                                | 1 – 2                                                                 | Tunisia                                                               | Mondiali 2018 - 1º turno                                              | -                                                                     |                                                                       |
| 12-10-2018                                                            | Niigata                                                               | Giappone                                                              | 3 – 0                                                                 | Panama                                                                | Amichevole                                                            | -                                                                     | 72’                                                                   |
| 16-10-2018                                                            | Cheonan                                                               | Corea del Sud                                                         | 2 – 2                                                                 | Panama                                                                | Amichevole                                                            | -                                                                     | 68’                                                                   |
| 19-6-2019                                                             | Saint Paul                                                            | Panama                                                                | 2 – 0                                                                 | Trinidad e Tobago                                                     | Gold Cup 2019 - 1º turno                                              | 1                                                                     |                                                                       |
| 22-6-2019                                                             | Cleveland                                                             | Guyana                                                                | 2 – 4                                                                 | Panama                                                                | Gold Cup 2019 - 1º turno                                              | -                                                                     | 67’                                                                   |
| 26-6-2019                                                             | Kansas City                                                           | Panama                                                                | 0 – 1                                                                 | Stati Uniti                                                           | Gold Cup 2019 - 1º turno                                              | -                                                                     | 63’                                                                   |
| 30-6-2019                                                             | Filadelfia                                                            | Giamaica                                                              | 1 – 0                                                                 | Panama                                                                | Gold Cup 2019 - Quarti di finale                                      | -                                                                     | 86’                                                                   |
| 5-9-2019                                                              | Devonshire                                                            | Bermuda                                                               | 1 – 4                                                                 | Panama                                                                | CONCACAF Nations League 2019-2020 - 2º turno                          | -                                                                     | 87’                                                                   |
| 8-9-2019                                                              | Panama                                                                | Panama                                                                | 0 – 2                                                                 | Bermuda                                                               | CONCACAF Nations League 2019-2020 - 2º turno                          | -                                                                     |                                                                       |
| 16-10-2019                                                            | Città del Messico                                                     | Messico                                                               | 3 – 1                                                                 | Panama                                                                | CONCACAF Nations League 2019-2020 - 2º turno                          | -                                                                     |                                                                       |
| 16-11-2019                                                            | Panama                                                                | Panama                                                                | 0 – 3                                                                 | Messico                                                               | CONCACAF Nations League 2019-2020 - 2º turno                          | -                                                                     |                                                                       |
| 12-11-2020                                                            | Graz                                                                  | Giappone                                                              | 1 – 0                                                                 | Panama                                                                | Amichevole                                                            | -                                                                     | 71’                                                                   |
| 25-3-2021                                                             | Santo Domingo                                                         | Panama                                                                | 1 – 0                                                                 | Barbados                                                              | Qual. Mondiali 2022                                                   | -                                                                     |                                                                       |
| 28-3-2021                                                             | Santo Domingo                                                         | Dominica                                                              | 1 – 2                                                                 | Panama                                                                | Qual. Mondiali 2022                                                   | -                                                                     |                                                                       |
| 9-6-2021                                                              | Panama                                                                | Panama                                                                | 3 – 0                                                                 | Rep. Dominicana                                                       | Qual. Mondiali 2022                                                   | 1                                                                     |                                                                       |
| 12-6-2021                                                             | Panama                                                                | Panama                                                                | 2 – 1                                                                 | Curaçao                                                               | Qual. Mondiali 2022                                                   | -                                                                     |                                                                       |
| 15-6-2021                                                             | Willemstad                                                            | Curaçao                                                               | 0 – 0                                                                 | Panama                                                                | Qual. Mondiali 2022                                                   | -                                                                     | 76’                                                                   |
| 13-7-2021                                                             | Houston                                                               | Qatar                                                                 | 3 – 3                                                                 | Panama                                                                | Gold Cup 2021 - 1º turno                                              | -                                                                     |                                                                       |
| 17-7-2021                                                             | Houston                                                               | Panama                                                                | 2 – 3                                                                 | Honduras                                                              | Gold Cup 2021 - 1º turno                                              | -                                                                     |                                                                       |
| 20-7-2021                                                             | Orlando                                                               | Panama                                                                | 3 – 1                                                                 | Grenada                                                               | Gold Cup 2021 - 1º turno                                              | -                                                                     |                                                                       |
| 2-9-2021                                                              | Panama                                                                | Panama                                                                | 0 – 0                                                                 | Costa Rica                                                            | Qual. Mondiali 2022                                                   | -                                                                     |                                                                       |
| 5-9-2021                                                              | Kingston                                                              | Giamaica                                                              | 0 – 3                                                                 | Panama                                                                | Qual. Mondiali 2022                                                   | -                                                                     | 76’                                                                   |
| 8-9-2021                                                              | Panama                                                                | Panama                                                                | 1 – 1                                                                 | Messico                                                               | Qual. Mondiali 2022                                                   | -                                                                     | 88’                                                                   |
| 7-10-2021                                                             | San Salvador                                                          | El Salvador                                                           | 1 – 0                                                                 | Panama                                                                | Qual. Mondiali 2022                                                   | -                                                                     |                                                                       |
| 10-10-2021                                                            | Panama                                                                | Panama                                                                | 1 – 0                                                                 | Stati Uniti                                                           | Qual. Mondiali 2022                                                   | -                                                                     |                                                                       |
| 13-10-2021                                                            | Toronto                                                               | Canada                                                                | 4 – 1                                                                 | Panama                                                                | Qual. Mondiali 2022                                                   | -                                                                     |                                                                       |
| 27-1-2022                                                             | San José                                                              | Costa Rica                                                            | 1 – 0                                                                 | Panama                                                                | Qual. Mondiali 2022                                                   | -                                                                     | 75’                                                                   |
| 30-1-2022                                                             | Panama                                                                | Panama                                                                | 3 – 2                                                                 | Giamaica                                                              | Qual. Mondiali 2022                                                   | -                                                                     | 77’                                                                   |
| 2-2-2022                                                              | Città del Messico                                                     | Messico                                                               | 1 – 0                                                                 | Panama                                                                | Qual. Mondiali 2022                                                   | -                                                                     |                                                                       |
| 24-3-2022                                                             | Panama                                                                | Panama                                                                | 1 – 1                                                                 | Honduras                                                              | Qual. Mondiali 2022                                                   | -                                                                     | 62’                                                                   |
| 27-3-2022                                                             | Orlando                                                               | Stati Uniti                                                           | 5 – 1                                                                 | Panama                                                                | Qual. Mondiali 2022                                                   | -                                                                     | 46’                                                                   |
| 30-3-2022                                                             | Panama                                                                | Panama                                                                | 1 – 0                                                                 | Canada                                                                | Qual. Mondiali 2022                                                   | -                                                                     | 73’                                                                   |
| 3-6-2022                                                              | Panama                                                                | Panama                                                                | 2 – 0                                                                 | Costa Rica                                                            | CONCACAF Nations League 2022-2023 - 1º turno                          | -                                                                     | 86’                                                                   |
| 10-6-2022                                                             | Panama                                                                | Panama                                                                | 5 – 0                                                                 | Martinica                                                             | CONCACAF Nations League 2022-2023 - 1º turno                          | 2                                                                     | 72’                                                                   |
| 13-6-2022                                                             | Fort-de-France                                                        | Martinica                                                             | 0 – 0                                                                 | Panama                                                                | CONCACAF Nations League 2022-2023 - 1º turno                          | -                                                                     |                                                                       |
| 5-11-2022                                                             | San Pedro de Alcántara                                                | Qatar                                                                 | 2 – 1                                                                 | Panama                                                                | Amichevole                                                            | 1                                                                     | 78’                                                                   |
| 10-11-2022                                                            | Abu Dhabi                                                             | Arabia Saudita                                                        | 1 – 1                                                                 | Panama                                                                | Amichevole                                                            | -                                                                     | 46’                                                                   |
| 15-11-2022                                                            | Sharja                                                                | Venezuela                                                             | 2 – 2                                                                 | Panama                                                                | Amichevole                                                            | -                                                                     |                                                                       |
| 18-11-2022                                                            | Abu Dhabi                                                             | Camerun                                                               | 1 – 1                                                                 | Panama                                                                | Amichevole                                                            | -                                                                     | 59’                                                                   |
| 28-3-2023                                                             | San José                                                              | Costa Rica                                                            | 0 – 1                                                                 | Panama                                                                | CONCACAF Nations League 2022-2023 - 1º turno                          | -                                                                     | 46’                                                                   |
| 15-6-2023                                                             | Paradise                                                              | Panama                                                                | 0 – 2                                                                 | Canada                                                                | CONCACAF Nations League 2022-2023 - Semifinale                        | -                                                                     | 74’                                                                   |
| 18-6-2023                                                             | Paradise                                                              | Panama                                                                | 0 – 1                                                                 | Messico                                                               | CONCACAF Nations League 2022-2023 - Finale 3º posto                   | -                                                                     |                                                                       |
| 26-6-2023                                                             | Fort Lauderdale                                                       | Costa Rica                                                            | 1 – 2                                                                 | Panama                                                                | Gold Cup 2023 - 1º turno                                              | 1                                                                     | 74’                                                                   |
| 30-6-2023                                                             | Harrison                                                              | Martinica                                                             | 1 – 2                                                                 | Panama                                                                | Gold Cup 2023 - 1º turno                                              | -                                                                     |                                                                       |
| 4-7-2023                                                              | Houston                                                               | Panama                                                                | 2 – 2                                                                 | El Salvador                                                           | Gold Cup 2023 - 1º turno                                              | -                                                                     | 74’                                                                   |
| 8-7-2023                                                              | Arlington                                                             | Panama                                                                | 4 – 0                                                                 | Qatar                                                                 | Gold Cup 2023 - Quarti di finale                                      | 1                                                                     |                                                                       |
| 12-7-2023                                                             | San Diego                                                             | Stati Uniti                                                           | 1 – 1 dts (4 – 5 dtr)                                                 | Panama                                                                | Gold Cup 2023 - Semifinale                                            | -                                                                     |                                                                       |
| 16-7-2023                                                             | Inglewood                                                             | Messico                                                               | 1 – 0                                                                 | Panama                                                                | Gold Cup 2023 - Finale                                                | -                                                                     |                                                                       |
| 13-10-2023                                                            | Willemstad                                                            | Curaçao                                                               | 1 – 2                                                                 | Panama                                                                | CONCACAF Nations League 2023-2024 - 1º turno                          | 1                                                                     |                                                                       |
| 17-10-2023                                                            | Panama                                                                | Panama                                                                | 3 – 0                                                                 | Guatemala                                                             | CONCACAF Nations League 2023-2024 - 1º turno                          | -                                                                     |                                                                       |
| 16-11-2023                                                            | San José                                                              | Costa Rica                                                            | 0 – 3                                                                 | Panama                                                                | CONCACAF Nations League 2023-2024 - Quarti di finale                  | -                                                                     |                                                                       |
| 20-11-2023                                                            | Panama                                                                | Panama                                                                | 3 – 1                                                                 | Costa Rica                                                            | CONCACAF Nations League 2023-2024 - Quarti di finale                  | 1                                                                     | Cap.                                                                  |
| 21-3-2024                                                             | Arlington                                                             | Panama                                                                | 0 – 3                                                                 | Messico                                                               | CONCACAF Nations League 2023-2024 - Semifinale                        | -                                                                     | 17’                                                                   |
| 6-6-2024                                                              | Panama                                                                | Panama                                                                | 2 – 0                                                                 | Guyana                                                                | Qual. Mondiali 2026                                                   | -                                                                     |                                                                       |
| 9-6-2024                                                              | Managua                                                               | Montserrat                                                            | 1 – 3                                                                 | Panama                                                                | Qual. Mondiali 2026                                                   | -                                                                     | 80’                                                                   |
| 16-6-2024                                                             | Panama                                                                | Panama                                                                | 0 – 1                                                                 | Paraguay                                                              | Amichevole                                                            | -                                                                     | 80’                                                                   |
| 23-6-2024                                                             | Miami Gardens                                                         | Uruguay                                                               | 3 – 1                                                                 | Panama                                                                | Coppa America 2024 - 1º turno                                         | -                                                                     | 89’                                                                   |
| 27-6-2024                                                             | Atlanta                                                               | Panama                                                                | 2 – 1                                                                 | Stati Uniti                                                           | Coppa America 2024 - 1º turno                                         | -                                                                     |                                                                       |
| 1-7-2024                                                              | Orlando                                                               | Bolivia                                                               | 1 – 3                                                                 | Panama                                                                | Coppa America 2024 - 1º turno                                         | -                                                                     |                                                                       |
| 6-7-2024                                                              | Glendale                                                              | Colombia                                                              | 5 – 0                                                                 | Panama                                                                | Coppa America 2024 - Quarti di finale                                 | -                                                                     |                                                                       |
| 12-10-2024                                                            | Austin                                                                | Stati Uniti                                                           | 2 – 0                                                                 | Panama                                                                | Amichevole                                                            | -                                                                     | cap. 70’                                                              |
| 15-10-2024                                                            | Toronto                                                               | Canada                                                                | 2 – 1                                                                 | Panama                                                                | Amichevole                                                            | -                                                                     | 40’                                                                   |
| 14-11-2024                                                            | San José                                                              | Costa Rica                                                            | 0 – 1                                                                 | Panama                                                                | CONCACAF Nations League 2024-2025 - Quarti di finale                  | -                                                                     | cap. 88’                                                              |
| 18-11-2024                                                            | Panama                                                                | Panama                                                                | 2 – 2                                                                 | Costa Rica                                                            | CONCACAF Nations League 2024-2025 - Quarti di finale                  | -                                                                     | cap.                                                                  |
| Totale                                                                |                                                                       | Presenze                                                              | 95                                                                    |                                                                       | Reti                                                                  | 9                                                                     |                                                                       |